# Hiocrínides
Els hiocrínides (Hyocrinida) són una classe de crinoïdeus articulats. La majoria dels hiocrinids es troben a profunditats inferiors a 700 m, en el rang de 400 a 6.300 m.

## Característiques
Els membres d'aquest ordre tenen tiges llargues i primes que consisteixen en un gran nombre d'unitats columnars idèntiques. No hi ha cirrus, i el disc basal de la tija s'uneix directament al substrat. El calze és globular o cònic, i consta de cinc braços àmpliament espaiats i sense dividir units a cinc ossicles radials.

## Taxonomia
L'ordre Hyocrinida inclou una sola família, Hyocrinidae, amb 13 gèneres i 29 espècies actuals.